# Lord Mersey
John Charles Bigham, 1.er vizconde Mersey de Toxthet, conocido por el título de Lord Mersey; Inglaterra (Liverpool, 1840- Londres 1929).
Prominente y afamado jurisprudente de la justicia inglesa en derecho mercantil, tuvo a cargo entre otros casos, las investigaciones realizadas por la Cámara de Comercio de los hundimientos de los transatlánticos RMS Titanic y RMS Lusitania.
Hijo de un prestigioso mercader de Liverpool, John Bigham, creció en los ambientes portuarios siendo muy relacionado desde la infancia con los temas navieros.

## Edad temprana
Ingresó a la Universidad de Londres y estudió leyes especializándose en legislación mercantil, también estudió en París y en Berlín especializando su profesión.
John Charles Bigham desarrolló una particular forma de oratoria y una gran habilidad en el ejercicio legal, llevando a buen término muchos casos difíciles haciéndose desde temprano de un elevado prestigio, y se encumbró hasta llegar a los altos niveles de la sociedad inglesa.

## Fama como jurisprudente
Participó en el llamado Concilio de la Reina, y llevó muchos casos relacionados con el naciente tema de las líneas de vapores ingleses.
Su forma de investigar, la metodología de la interrogatoria y la tranquilidad aparente y subyugante, matizada con la imprevista brusquedad en interrogar testigos, fue su habitual y exitosa forma de llevar los litigios.
En 1871, a los 31 años de edad, contrae matrimonio con Lady Mersey (Georgina Rogers).
Su nombre figuró repetidamente en el Repertorio de jurisprudencia entre 1887 y 1897 investigando y resolviendo casos extremadamente difíciles sobre ley mercantil, en que la usura era el eje de las contiendas, en esto no tenía rivales.
Muchos de sus casos son de antología y objeto de estudio por parte de futuros abogados europeos. Muchas de sus actuaciones sentaron jurisprudencia transformando la ley no escrita en modificaciones a la ley de derecho mercantil.
En 1895, ganó un asiento en el parlamento inglés después de una ardua campaña y en 1897 se ganó el prestigioso puesto de Juez de Banco de la Reina de la cámara de los Lores.
Su fama siguió acrecentándose en el tiempo, son muy famosos algunos litigios tales como el de
Seaton V. Burnard y el caso de Bradley V. Carritt.
Presidió la Corte sobre la jurisprudencia del Canal de la Mancha y además en la Corte Mercantil.
En 1902, tuvo actuaciones en muchos casos de índole criminalístico de mucha connotación pública, sus fallos fueron memorables.

## Actuaciones en la Cámara de los Lores
En el periodo 1909-1910 fue elevado a los círculos de la nobleza inglesa al nombrársele Sir John Bigham y ocupó el cargo de Presidente del Protocolo para el divorcio además de ejercer como Conciliador privado en el Almirantazgo. En el tema del divorcio tuvo un tenaz oponente religioso, el Arzobispo de York.
Ya a los 70 años, en 1910, Sir John Bigham se jubiló del Banco de la Reina y adoptó el conveniente nombre nobiliario de Lord Mersey y tomó parte como juez ante la Cámara de los Lores en el Comité Judicial supervisando la aplicación del Derecho Mercantil.

## Actuaciones extrajudiciales en tragedias marítimas
En 1912, Lord Mersey tuvo a cargo la laboriosa investigación de la tragedia del RMS Titanic y su gestión condujo a inculpar a John Bruce Ismay, presidente de la
White Star Line por un lado y a exculpar a su capitán Edward John Smith. Por otro lado, inculpó de negligencia al capitán del SS Californian, Stanley Lord por su criminal falta de proactividad en la tragedia.
En 1913, presidió la Corte de Seguridad de la Vida en el Mar que dictó las actuales leyes de navegación por aguas del Atlántico Norte y además tomó parte en la investigación de la tragedia del RMS Empress of Ireland en Canadá y del caso del RMS Fabala.
En 1915, el Almirantazgo inglés le solicitó investigar el caso del RMS Lusitania hundido por torpedos alemanes el 7 de mayo de 1915. Lord Mersey recibió abundantes pruebas de que el capitán de ese navío, William Thomas Turner había sido el principal culpable de la tragedia que costó 1.193 vidas entre ellas norteamericanas.
Lord Mersey, al investigar cuidadosamente las pruebas se dio cuenta casi al final de las indagaciones,  y próximo a dictar un fallo en contra de Turner,  que el Almirantazgo presidido por Winston Churchill había estado ejerciendo perjurio, falso testimonio y co-acción intentando manipularle para destruir la reputación del capitán y de este modo tapar sus oscuras maquinaciones.
Lord Mersey aplicó el espíritu de la ley en toda su dimensión a despecho de los enemigos de Turner absolviéndole de toda culpa, fallando en que el caso Lusitania había sido un caso de hechos atribuibles a la mala suerte.
Más tarde, explicó en forma íntima que este caso, había sido una innoble jugada del Almirantazgo para inducir a que EE.UU entrará en la guerra (-El caso del Lusitania fue un negocio sucio-), no cobró honorarios por este caso y se retiró de la vida pública con el título nobiliario de Vizconde.
Murió reconocido por la sociedad inglesa como un incansable legislador a la edad de 89 años, sucediéndole dos hijos de su matrimonio con Georgina Rogers.

## Posteridad
Los dos hijos de Lord Mersey obtuvieron fama y prestigio en sus respectivas áreas:
- Charles Clive Bigham fue un teniente coronel que se distinguió en la guerra greco-turca en 1897.

- Trevor Bigham fue un prominente asistente de la Policía Metropolitana de Londres que se distinguió en el Departamento de Investigaciones Criminales.